# Pacific Football Club
O Pacific Football Club é um clube de futebol profissional canadense com sede em Langford, Colúmbia Britânica. O clube compete na Canadian Premier League e joga seus jogos em casa no Estádio Westhills.

## História
No dia 5 de maio de 2018, a Port City FC foi um dos quatro grupos aceitos pela Associação Canadense de Futebol para ter uma equipe profissional filiada à associação, junto com os grupos que originaram Cavalry FC, HFX Wanderers e York9, atual York United. A Port City FC era a única entre os quatro que não era identificada com uma cidade específica e apenas se sabia que ela representaria uma localidade ainda desconhecida na Colúmbia Britânica. A expectativa era que o grupo conduzisse uma equipe em Greater Victoria ou Surrey. No dia 1 de junho de 2018, a Canadian Premier League concedeu ao grupo proprietário do Port City uma equipe na Ilha de Vancouver.
O Pacific FC foi oficialmente apresentado no dia 20 de julho, sendo a sétima equipe a se juntar a Canadian Premier League. Além de confirmar a sua participação na temporada inaugural da liga em 2019, o clube também revelou seu escudo, cores e marca. No dia 20 de agosto, Michael Silberbauer, ex-jogador da seleção dinamarquesa, foi anunciado como o primeiro técnico da equipe.
A equipe jogou pela primeira vez no dia 28 de abril de 2019, em uma partida contra o HFX Wanderers pela Canadian Premier League de 2019. O Pacific venceu a partida por 1 a 0, com Hendrik Starostzik marcando o único gol da partida. A equipe terminou a temporada na 4ª posição, não avançando para a final.
Ainda em 2019, o Pacific FC disputou pela primeira vez a Canadian Championship, enfrentando o Cavalry FC na primeira pré eliminatória da Canadian Championship de 2019. O Cavalry FC venceu as partidas de ida e volta por 2 a 0 e 2 a 1, respectivamente, eliminando o Pacific pelo placar agregado de 4 a 2.  
No dia 18 de outubro de 2019, após o fim da participação da equipe na temporada da Canadian Premier League, Michael Silberbauer deixou o comando do clube, sendo substituído por James Merriman, que era o assistente técnico e assumiu a função de forma interina.
No dia 14 de janeiro de 2020, antes do início da temporada, o Pacific FC anunciou o dinamarquês Pa-Modou Kah como seu novo técnico, com James Merriman voltando à posição de assistente. Na temporada 2020, a equipe conseguiu avançar para a fase final do torneio e terminou novamente na 4ª posição.
Na temporada de 2021, a equipe terminou a temporada regular na 3º posição e avançou para a fase final. Na fase final, o clube eliminou o Cavalry FC na prorrogação da semifinal e venceu o Forge FC por 1 a 0 na final, se consagrando campeão da Canadian Premier League de 2021. Alessandro Hojabrpour marcou o gol do título da equipe na final. O clube foi o segundo vencedor da Canadian Premier League, após dois títulos do Forge FC.
Ainda em 2021, a equipe jogou pela primeira vez contra um clube da Major League Soccer, enfrentando o Vancouver Whitecaps FC nas fase preliminar da Canadian Championship de 2021. De forma surpreendente, o Pacific FC venceu o Vancouver Whitecaps por 4 a 3, se tornando a segunda equipe da Canadian Premier League a vencer uma equipe da Major League Soccer. Com a vitória, a equipe avançou para as quartas de final, onde enfrentou o Cavalry FC. O Pacific venceu a partida por 1 a 0, com gol de Terran Campbell, e se classificou para a semifinal, que seria contra o Toronto FC. Na semifinal, o Pacific foi derrotado por 2 a 1 pela equipe da MLS, sendo eliminado do torneio. Essa foi a melhor campanha da história do clube na Canadian Championship.
Após o título, no dia 21 de janeiro de 2022, o clube anunciou a saída de Pa-Modou Kah, que assumiu uma equipe dos Estados Unidos. James Merriman foi anunciado como o novo técnico da equipe, dessa vez de forma efetiva.

## Títulos
- Canadian Premier League
  - Campeão (1): 2021;

## Uniformes

### 1.º Uniforme
| 2019 | 2020 |

### 2.º Uniforme
| 2019 | 2020 |

## Elenco atual
Atualizado em 15 de abril de 2022.

### Jogadores emprestados
Atualizado em 15 de abril de 2022.

#### Para o Pacific
| N.º | Posição  | Nome              | Equipe              |
| --- | -------- | ----------------- | ------------------- |
| 30  | Atacante | Kamron Habibullah | Vancouver Whitecaps |

#### Para outras equipes
| N.º | Posição       | Nome             | Equipe         |
| --- | ------------- | ---------------- | -------------- |
| 28  | Meio-campista | Paul Amedume     | North Texas SC |
| —   | Meio-campista | Bicou Bissainthe | Edmonton       |

## Administração atual
Atualizado em 13 de março de 2022.
| Comissão Técnica      | Comissão Técnica | Comissão Técnica |
| --------------------- | ---------------- | ---------------- |
| Técnico               | James Merriman   |                  |
| Assistente técnico    | Armando Sá       |                  |
| Assistente técnico    | Riley O'Neill    |                  |
| Treinador de goleiros | Mark Village     |                  |
| Direção               |                  |                  |
| Diretor geral         | Josh Simpson     |                  |
| CEO                   | Rob Friend       |                  |
| Presidente            | Dean Shillington |                  |